# Дмитрій Кесаянц
Кесаянц Дмитро Гагікович (вірм. Դմիտրի Գագիկի Կեսայանց; *18 червня 1931, Єреван — 14 січня 2001, Єреван) — вірменський кінорежисер, сценарист, автор численних фільмів різних жанрів — документальних, короткометражних та повнометражних.